# 百済郡
百済郡（くだらのこおり）は、かつて摂津国にあった郡。
西生郡・東生郡・住吉郡と並んで「江南四郊」のひとつに数えられたが、平安時代末期までに隣接の東生郡と住吉郡に編入されて消滅した。郷数3の小郡であった。

## 歴史

### 背景
百済郡の設置には、舒明天皇3年（631年）に百済の王子・豊璋と善光が来日したことが大きく関わっている。国賓兼人質としての来日で、何もなければそのうちに故郷へ戻れるはずであった。
しかし第31代の王として即位した父親の義慈王は、朝鮮半島の覇権を狙って自国と高句麗・新羅がせめぎ合う中、手痛い失策を繰り返して国を疲弊させ、660年には唐・新羅連合軍に攻められて百済を滅ぼしてしまった。見かねた豊璋が天智天皇元年（662年）、朝廷から兵をつけてもらって帰国したものの、現地で内部分裂を起こし、翌年の白村江の戦いで大敗を喫してしまう。これにより豊璋は高句麗へ逃亡、軍も完全崩壊し、百済復興の夢は潰えてしまう。

### 設置
これで困ったのが日本に残っていた善光である。故郷をなくしてしまった彼は、やむなく日本に渡来人として定住せざるを得なくなった。
善光は天智天皇3年（664年）に許しを得て居を摂津国の難波に定め、これ以降一族ともども中央貴族として朝廷に仕え、「百済王氏」という姓を下賜されることになる。一族繁栄は著しいもので、持統天皇5年（691年）には食封100戸を追加されて計200戸となったことが『日本書紀』に見られる。さらに「百済寺」と呼ばれる大寺を建立しており（大阪市天王寺区の堂ヶ芝廃寺）、その権勢がうかがえる。
百済郡の設置には、このような百済王氏一族および多数の難民の存在が大きく関わっているとみられている。摂津国百済郡の存在については、「百済郡何里車長百済部若末呂」裏面に「（霊亀）元年」と書かれた長屋王木簡が初見史料である。
また当時の日本は百済からの難民や渡来人を、その理由にかかわらず積極的に受け入れ、なるべく一ヶ所に集めて居住させており、その人数が多くなったため郡の新設が行われた。他には武蔵国において高麗郡や新羅郡（後に「新座郡」と改称）が立てられた例もあるが、当時の首都近隣に創られた百済郡とは異なり、開発の遅れていた東国への殖民としてである。特にこの時の百済は国が滅亡した上、白村江の戦いの影響で大量の難民を出すことになったため、多数の亡命者が来日した。その受け皿として同胞である百済王氏の本拠地域が利用され、国名を冠した「百済郡」の設置に至ったとみられる。設置の時期は、善光が浪速に居住する654年（天智3年）あるいは、斉明朝の「難波百済寺」の存在から評の成立した649年（大化5年）までさかのぼるともいわれている。

### 消滅
このように渡来人である百済王氏の存在を支えとして成立した百済郡であるが、唐突に消滅への道をたどることになる。
その原因は、百済王氏が本拠を摂津国から河内国に移したことが大きい。『続日本紀』によれば、当時陸奥国で金を発見して異例の大出世をした百済王敬福は、天平勝宝2年（750年）に河内守を命じられたという。これを契機として、一族の本拠を河内国へと移したと考えられている（時期については異説あり）。
百済王氏が転出した百済郡は、やがて消滅するに至ったのである。後に、江南四郊の代名詞として用いられるようになった「欠郡」（かけのこおり）の名称は、百済郡の消滅に由来して生じた名称であると考えられている。

## 特異点
この百済郡は律令制の郡としては極めて特異な構造の郡であった。通常郡はそれぞれ独自の条里区画を持っているが、百済郡にはそれがなく、隣接の東生郡や住吉郡の条里を流用して済ませていた。また、郷名も『和名類聚抄』の記すところによれば「東部」・「西部」・「南部」と自然地名とは思えない人工的な名称であった。ただし、これには田部郷（現在は田辺と表記）を東・西・南に三分したことに由来するという説がある。読みも元が「たなべ」であるため「ひがしべ」・「にしべ」・「みなべ」などの可能性が十分にある。
このような特異な郡であるため、郡域の特定が難しく、現在もその区域については定説を見ていない。「百済野」の広域地名が残る上町台地東麓にあたる大阪市天王寺区南東部と生野区西部、「北百済村」・「南百済村」の旧自治体を含み、百済貨物ターミナル駅と東部市場前駅（事実上百済駅を継承）が位置する東住吉区北中部などが有力な比定地であるが詳細は不明である。一説によれば、現在の長居公園周辺までを含んでいたのではないかと考える人もいる